# StarOffice
StarOffice, conosciuta anche come Oracle Open Office per un breve periodo prima dell'interruzione del suo sviluppo, era una suite di software di produttività personale commercializzata da Oracle Corporation.

## Storia
| Versione               | Data di rilascio | Versione OOo | Descrizione                                                                                                   |
| ---------------------- | ---------------- | ------------ | --- |
| I                      | 1985             |              | Star-Writer per CP/M                                                                                          |
| I 3.0                  | 1986             |              | Star-Writer per CP/M                                                                                          |
| I 3.1                  | 1986             |              | Star-Writer per CP/M                                                                                          |
| 1.0                    | 1986             |              | StarWriter per DOS 3.2.                                                                                       |
| 1.0                    | 1988             |              | StarWriter per Atari ST                                                                                       |
| 2.0                    | 1994             |              | StarWriter, StarCalc e StarBase per Windows 3.1.                                                              |
| 3.0                    | 1995             |              | StarWriter, StarCalc, StarDraw, StarImage, StarChart. DOS, Windows 3.1, OS/2, Solaris SPARC, Power Macintosh. |
| 3.1                    | 1996-07          |              | Prima versione a supportare Linux.                                                                            |
| 4.0                    | 1997             |              | |
| 5.0                    | 1998-11          |              | |
| 5.1                    | 1999-05-20       |              | |
| 5.2                    | 2000-06-20       |              | Prima versione di Sun Microsystems.                                                                           |
| 6.0                    | 2002-05          | 1.0          | |
| 7.0                    | 2003-11-14       | 1.1-2.4      | |
| 8.0                    | 2005-09-27       | 2.0-2.4      | |
| 9.0                    | 2008-11-17       | 3.0-3.2      | |
| Oracle Open Office 3.3 | 2010-12-15       | 3.3 beta     | Ultimo rilascio.                                                                                              |

StarOffice nacque nel 1985 (con il nome originario di StarWriter) come software commerciale alternativo a WordStar e sviluppato da StarDivision, un'azienda tedesca fondata in quell'anno a Lüneburg da Marco Börries (all'epoca sedicenne) con i primi proventi del programma. La StarDivision venne poi acquistata da Sun Microsystems nell'agosto del 1999 per 73,5 milioni di dollari. La strategia di Sun era quella di fornire un'alternativa al prodotto Microsoft Office, il software di questo tipo più diffuso nel mercato. Nel 2000 Sun decise di rilasciare i sorgenti di StarOffice alla comunità open source, e così nacque il progetto OpenOffice.org. Questa strategia permise a Sun di accedere a uno sviluppo rapido con dei costi più contenuti.
Le versioni di StarOffice a partire dalla versione 6.0 sono basate sul codice di OpenOffice.org (con una relazione simile a quella che esisteva tra Netscape Navigator e Mozilla Suite), con l'aggiunta di alcuni componenti proprietari.
Nel 2010 la suite assume la denominazione di Oracle Open Office dopo l'acquisizione di Sun Microsystems ad opera di Oracle Corp..
Nell'aprile 2011 lo sviluppo della suite è stato interrotto da parte di Oracle nella prospettiva di trasformare il pacchetto OpenOffice.org in un progetto gestito interamente dalla comunità.

## Tecnologia
Un aspetto importante è la scelta di StarOffice di non usare un formato proprietario chiuso, ma una codifica su base XML, rendendo di fatto apribile i file da qualsiasi programma in grado di interpretarlo correttamente. In pratica un file salvato in formato OpenDocument (lo standard usato da StarOffice) è un file zip contenente testi e formattazioni in XML ed elementi multimediali (foto, video) in formato originale eventualmente inseriti.
Questa scelta, oltre a favorire un mercato di concorrenza, permette lo sviluppo di applicazioni indipendenti su diverse piattaforme. Nell'ultima versione pubblicata StarOffice supporta le piattaforme Linux, Solaris (x86 e sparc), Windows e Mac, quest'ultimo aggiunto dalla versione 9.0.

## Componenti
L'ultima versione disponibile include:
- Writer (word processor e editor HTML WYSIWYG)
- Calc (foglio di calcolo)
- Draw (programma di grafica vettoriale)
- Impress (programma per creare presentazioni)
- Math (editor di formule matematiche)
- Adabas DB (database)
- Registrazione di Macro
- Esportazione ed importazione nei formati PDF, Macromedia Flash, DocBook XML, Microsoft Office, SVG.

## Distribuzione
Il pacchetto StarOffice viene venduto a pagamento tramite cd o download. Oracle Corporation ha anche intrapreso un'iniziativa per permettere di avere una copia gratuita della suite (escluse spese di spedizione e di supporto hardware) per enti pubblici, associazioni no profit e istituti scolastici, da usare liberamente tra studenti, docenti e sulle macchine scolastiche. Il pacchetto è anche stato incluso nel Google Pack e quindi distribuito gratuitamente da Google, nella versione per Windows XP/Vista/7.